# Dick Jol
Dirk Zier Gerardus Jol, conhecido profissionalmente como Dick Jol (Scheveningen, 29 de março de 1956) é um ex-futebolista professional e ex-árbitro de futebol dos Países Baixos.

## Carreira

### Como futebolista
Dick Jol iniciou sua carreira como futebolista professonal e jogou várias partidas pelo NEC Nijmegen, na Eredivisie. Depois disso, jogou também no futebol belga, entre outros para o KV Kortrijk.

### Como árbitro
Em 1995, Jol apitou um amistoso entre Inglaterra e 
República da Irlanda que terminou empatado em 1 a 1. O árbitro neerlandês decidiu encerrar esta partida após aproximadamente trinta minutos do primeiro tempo devido à desordem violenta dos torcedores ingleses contra os torcedores irlandeses.
Jol supervisionou três partidas da Eurocopa de 2000, realizada nos Países Baixos, seu país natal, e na Bélgica. Também apitou a final do Mundial de Clubes da FIFA 2000, entre Corinthians e Vasco da Gama. Um ano mais tarde, apitou também a final da UEFA Champions League 2000-01, entre Bayern München e Valencia.
Em 2008, após mais de dez anos apitando finais de partidas a nível nacional e internacional Jol encerrou a sua carreira de árbitro.

### Atuação na política
No ano de 2004, ingressou na política tornando-se Lijstduwer, ou seja, o candidato que tem seu nome na última posição da lista de nomes de candidatos, do partido local Politieke Partij Scheveningen (= Partido Político de Scheveningen) nas eleições em sua cidade natal.